# Зависть

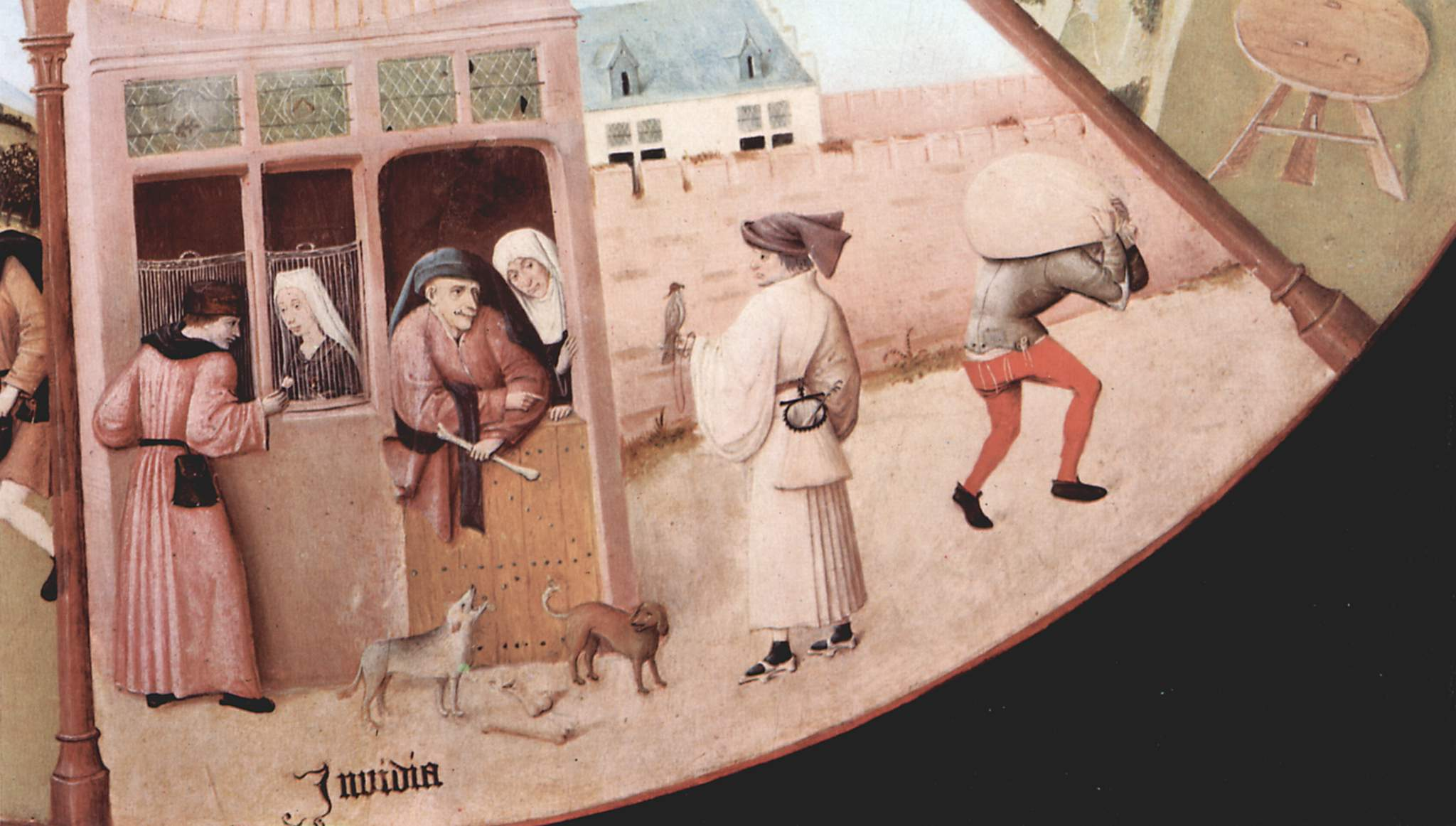
Зависть (фрагмент «Семь смертных грехов» И. Босха)

За́висть — социально-психологический конструкт/концепт, охватывающий целый ряд различных форм социального поведения и чувств, возникающих по отношению к тем, кто обладает чем-либо (материальным или нематериальным), чем хочет обладать завидующий, но не обладает.
По Словарю Даля, зависть — это «досада по чужом добре или благе», завидовать — «жалеть, что у самого нет того, что есть у другого». По Словарю Ушакова, называется «желанием иметь то, что есть у другого». Спиноза определял зависть как «неудовольствие при виде чужого счастья» и «удовольствие в его же несчастье». «Зависть полагает начало раздору [среди людей]», — отмечал Демокрит (фр. 631).

## Исследования зависти
В работах философов зависть рассматривается как общечеловеческое явление, отмечаются её деструктивные функции в стремлении обладать тем, что принадлежит другому и является предметом зависти, либо в желании отобрать, присвоить достижения другого.
Разностороннее исследование зависти как культурного феномена, различно себя проявляющего, представил Гельмут Шёк в своей работе «Зависть: теория социального поведения».
Исследования в Национальном институте радиологии (NIRS) Японии, проведённые под руководством Хидехико Такахаси (Hidehiko Takahashi), показали, что реакция мозга во время зависти проходит в основном в передней части поясной извилины, при этом тот же регион мозга играет ключевую роль при болевых ощущениях.

## В психоанализе
В психоанализе по мнению Мелани Кляйн, чувство зависти противоположно чувству благодарности (довольствие тем, что имеешь). В своей книге «Зависть и благодарность» она отмечает, что «Завистливому человеку плохо при виде удовольствия. Ему хорошо только при страданиях других. Поэтому все попытки удовлетворить зависть тщетны».
Жак Лакан подчёркивает, что нельзя путать зависть и ревность. Завидуя, мы вовсе не стремимся получить тот или иной объект, как правило, мы вообще не нуждаемся в том, в чём завидуем другому человеку, поскольку счастье другого вообще не скроено по нашему плечу.

## В религиях

### В христианстве
В католическом богословии зависть (лат. invidia) считается одним из семи смертных грехов, поскольку предполагает убеждение в несправедливости установленного Богом порядка. Определяется как «скорбь о благополучии ближнего»/«печаль о благе ближнего». Запрет на зависть появляется уже у Моисея в последней из десяти заповедей. Зависть считается родственной унынию, однако отличается предметностью. Основной причиной зависти в христианстве считается гордыня — горделивый не может терпеть, чтобы кто-нибудь был ему равен, а особенно выше его и был в благополучии. Зависть рождается, когда начинается благополучие другого, и с прекращением его благополучия — заканчивается. Ещё одной причиной зависти называется «нерадение об исполнении должного» — лень.
Выделяются следующие этапы развития зависти:
1. неуместное соперничество,
2. рвение с досадой,
3. порицание (злословие) в отношении того, к кому испытывается зависть[9].

Зависть противопоставляется таким христианским добродетелям, как смирение, великодушие, благожелательство и сострадание.
Преподобный Иоанн Дамаскин (VII век) указал на родство зависти и сострадания. Не называя их ни грехами, ни добродетелями, он относит эти понятия к неудовольствиям человека:

Зависть — неудовольствие, испытываемое по поводу чужих благ; сострадание — неудовольствие, испытываемое по поводу чужих несчастий.— Св. Иоанн Дамаскин. Точное изложение православной веры. Полн. собр. творений Св. Иоанна Дамаскина, СПб., 1913. — С. 217.

### В исламе
Зависть заставила сыновей Якуба (Якова) попытаться убить Юсуфа (Иосифа), Кабиля (Каина) убить своего брата Хабиля (Авеля), а Иблиса — не поклониться Адаму.
Исламские богословы делят зависть на два вида — «белую» и «черную». Чёрная зависть (араб. хасад) — один из грехов, осуждаемых в Коране. В хадисах пророка Мухаммеда строго запрещают проявление зависти: «Не завидуйте друг другу; не отворачивайтесь друг от друга, а будьте, о рабы Аллаха, братьями!». В исламе зависть считается проявлением негодования волей Аллаха, даровавшего что-либо другому человеку. Когда завистливый человек видит успехи и блага других людей, он испытывает страдания от того, что кто-то пользуется благами, и жаждет, чтобы у других людей не было этих благ, которыми он не обладает.
Белая зависть (араб. гибта) возникает у человека, когда он наблюдает успехи и достижения других людей, но это чувство не вызывает в нём неприязни к этим людям. Он рад за них и желает им всяческих благ. Такой вид зависти в исламе относится к допустимому, положительному.

## В литературе
Известны как минимум несколько произведений, непосредственно раскрывающих тему зависти:
- в романе Эжена Сю «Фредерик Бастьен: зависть»[12] (1848) зависть раскрывается в психотерапевтическом ключе ещё задолго до появления психоанализа и глубинной психологии;
- повесть Германа Мелвилла «Билли Бадд, фор-марсовый матрос. Истинная история»[13] (1891) предоставляет литературный анализ проблемы зависти в человеческой жизни;
- роман Юрия Олеши «Зависть» (1927) о проблеме зависти в советском обществе[14];
- зависть рассматривается в утопическом романе английского писателя Л. П. Хартли «Справедливость налицо»[15] (1960).